# 谷德昭
谷德昭（英語：Vincent Kok Tak Chiu，1965年8月15日—），香港電影導演、編劇、演員、節目主持。

## 生平
谷德昭1965年在香港出生，在家裏六個兄弟姐妹中排最末，父母都來自山東威海，二姐是電影監製、策劃谷薇麗，侄女是演員谷祖琳。
谷德昭早年就讀聖若瑟英文小學及聖若瑟英文中學（小一至中五），並畢業於加拿大的西門菲沙大學，主修傳播學，副修經濟學。13歲時，已在麗的電視處境劇《三兄弟》中客串出演花名「豬油膏」的「朱志高」一角，1988年，導演高志森在加拿大拍攝《富貴再逼人》時，他暫時休學加入攝製組實習。畢業後即回港跟隨高志森，參與編寫《Beyond日記之莫欺少年窮》的劇本，正式入行，並擔任副導演及場記，其後參與了大量港產喜劇片的劇本編寫，又參與其中部份電影的副導演工作。
1992年，在拍攝電影《家有囍事》時獲周星馳賞識，1993年起，擔任周星馳主演的《唐伯虎點秋香》、《破壞之王》、《國產凌凌漆》、《食神》、《97家有囍事》等電影的編劇。1995年，首次執導電影《呆佬拜壽》，1996年，與周星馳聯合編導《大內密探零零發》。其亦經常在電影中客串角色，其中最爲人熟知的是《唐伯虎點秋香》中的「對穿腸」，以及《食神》中的「唐牛」。千禧年前後的代表作品則有《玻璃樽》《行運超人》《龍咁威2003》等。除電影製作外，他也為電台、電視台的多個節目擔任主持，及為報刊雜誌撰寫專欄文章。
2020年代起，谷德昭主力主持ViuTV訪談節目《爆谷一周》，只間中客串電影及劇集。相比起1990年代至2010年代的肥胖形象，谷德昭自2020年代起身形暴瘦，特別是出席2025年4月27日舉辦的第43屆香港電影金像獎頒獎典禮並擔任最佳剪接獎項的頒獎嘉賓時，谷德昭撐著拐杖上台，而且行動緩慢、聲沙氣弱，遂使網民猜疑其患上甲狀腺病。就此，谷德昭則回應自己是為了健康而積極減肥，從體重高峰期的200磅減至170磅。

## 個人生活
谷德昭女友為香港藝人林子萱，兩人相識於2000年代初。

## 作品

### 導演
- 《呆佬拜壽》（1995年）
- 《大內密探零零發》（1996年）
- 《求戀期》（1997年）
- 《玻璃樽》（1999年）
- 《嫁個有錢人》（2002年）
- 《行運超人》（2003年）
- 《龍咁威2003》（2003年）
- 《龍咁威II之皇母娘娘呢？》（2005年）
- 《家有囍事2009》（2009年）
- 《神奇俠侶》（2011年）
- 《男人如衣服》（2012年）
- 《百星酒店》(2013年)
- 《六福喜事》(2014年)
- 《惡人谷》(2016年)
- 《天生不对》（2017年）
- 《臥底巨星》（2018年）
- 《總是有愛在隔離》（2021年）

### 編劇
- 《Beyond日記之莫欺少年窮》 (1991年)
- 《不文騷》（1992年）
- 《家有囍事》（1992年）
- 《唐伯虎點秋香》（1993年）
- 《破壞之王》（1994年）
- 《國產凌凌漆》（1994年）
- 《大內密探零零發》（1996年）
- 《食神》（1996年）
- 《誤人子弟》（1999年）
- 《長江七號》（2007年）
- 《神奇俠侶》（2011年）
- 《百星酒店》（2013年）

### 電影
1988年
- 富貴再逼人

1991年
- Beyond日記之莫欺少年窮 (客串)
- 老豆唔怕多
- 開心鬼上錯身 飾 歪歪

1992年
- 富貴黃金屋
- 家有囍事
- 不文騷
- 何日金再來
- 黃飛鴻笑傳

1993年
- 花田囍事
- 水滸笑傳
- 黃飛鴻對黃飛鴻
- 唐伯虎點秋香 飾 對穿腸

1994年
- 破壞之王 飾 榮記冰室伙記
- 戀愛的天空

1995年
- 山水有相逢
- 小飛俠
- 鼠膽龍威 飾 攝影師
- 香江花月夜 飾 王小晶
- 整蠱王
- 呆佬拜壽（傻瓜與野丫頭）
- 歡樂時光 飾 導演

1996年
- 人間色相
- 古惑女之決戰江湖
- 衝鋒隊怒火街頭 飾 董輝
- 食神 飾 唐牛
- 浪漫風暴 飾 大哥觀眾
- 怪談協會 飾 Vincent
- 百分百感覺
- 色情男女
- 大內密探零零發 飾 醫師
- 少年15/16時

1997年
- 戇星先生
- 初戀無限Touch
- G4特工
- 超級無敵追女仔2之狗仔雄心
- 陰陽路之我在你左右
- 算死草（Lawyer Lawyer，台譯：整人狀元）飾 客棧東主
- 求戀期
- 完全結婚手冊
- 天地雄心
- 初纏戀后的二人世界
- 愛您愛到殺死你
- 精裝難兄難弟 飾 王天林
- 最佳拍檔之醉街拍檔

1998年
- 行運一條龍 飾 谷德輝
- 亞李、爸爸兩個大盜
- 生死戀
- 殺殺人、跳跳舞
- 陰陽路之升棺發財
- 玻璃之城

1999年
- 玻璃樽
- 半支煙

2000年
- 薰衣草 飾 肥天使
- 龍火
- 鎗王
- 愛情敏感地帶
- 戀戰沖繩
- 夏日的麼麼茶
- 特警新人類2
- BadBoy特攻

2001年
- 少林足球 飾 山西豆腐隊隊長
- 初戀拿喳麵
- 特務迷城
- 買兇拍人 飾 攝影機鋪及咸碟鋪老闆

2002年
- 嫁個有錢人
- 絕世好B
- 一碌蔗
- 戀愛行星

2003年
- 行運超人 飾 李老闆
- 炮製女朋友 飾 唐努
- 龍咁威2003 飾 空手道課教練

2004年
- 我要做Model
- 魔幻廚房
- 墨斗先生

2005年
- 千杯不醉 飾 波波

2006年
- 獨家試愛

2007年
- 戲王之王
- 破事兒
- 心想事成 飾 丁噹

2008年
- 花花型警 飾 王警司
- 保持通話 飾 司機
- 長江七號
- 大搜查之女 飾 毛毛
- 大四喜 飾 記牌王

2009年
- 家有喜事2009 飾 喝咖啡的路人甲
- 歲月神偷

2010年
- 志明與春嬌 飾 達哥
- 為你鍾情

2011年
- 喜愛夜蒲

2012年
- 八星抱喜 飾 肥仔
- 春嬌與志明 飾 達哥

2013年
- 百星酒店 飾 導演

2014年
- 竊聽風雲3 飾 高登

2015年
- 全力扣殺 飾 警察之友隊員

2016年
- 惡人谷 飾 古醫生

2017年
- 女人永遠是對的 飾
- 春嬌救志明 飾 達哥

2018年
- 臥底巨星 飾 便衣警員

2019年
- 最佳男友進化論 飾

2021年
- 不日成婚 飾 Jessica父親

2022年
- 阿媽有咗第二個 飾 Norman Yau

2023年
- 毒舌大狀 飾 TK何
- 不日成婚2 飾 Jessica父親

2025年
- 破·地獄（加長版） 飾 聖家書院校董（魏道生的朋友）
- 水餃皇后

## 電視劇
麗的電視
- 三兄弟 飾 朱志高
- 人在江湖 飾 麥榮宗

無綫電視
- 樂壇插班生
- 新鮮人 飾 鮑子聰
- FM701飾 袁德祿
- 老馮日記

ViuTV
- 和解在後 飾 莊 易

## 無綫電視嘉賓/主持
- 1997年 博愛歡樂慈善獎門人
- 1999年 天下無敵獎門人（第13集）
- 1999年 公益金屋開心Show（第10集）
- 2000年 宇宙無敵獎門人（第3集）
- 2001年 國際中華小姐競選（主持）
- 2005年 終極無敵獎門人十年大典（第37集）
- 2006年 美女廚房 (第一輯)（第12集）
- 2011年 甜姐兒
- 2011年 健康奇案錄（第28集）
- 2012年 環遊世界明星賽（第6、15、16集）
- 2016年 我愛香港（第6集）
- 2018年 美女廚房 (第三輯)（第16集）

## 主持
- 有線電視《味力昭人》
- ViuTV、《爆谷一周》
- 商業電台 叱咤903《在晴朗的一天出發（叱咤903版）》（代班主持）
- ViuTV《茶餐廳》、《香港小B選舉》

## 電影配音
- 《四眼雞丁》（2005）
- 《踢躂小企鵝》（2006）
- 《五星級大鼠》（2007）
- 《古魯家族》（2013）

## 外部連結
- 谷德昭的新浪微博
- 谷德昭在互联网电影资料库（IMDb）上的資料（英文）（英文）
- 在AllMovie上谷德昭的頁面（英文）
- 谷德昭在香港影庫上的簡介
- 谷德昭在豆瓣上的资料（简体中文）
- 谷德昭在时光网上的簡介（简体中文）
- 谷德昭的Instagram帳戶